# Rulle

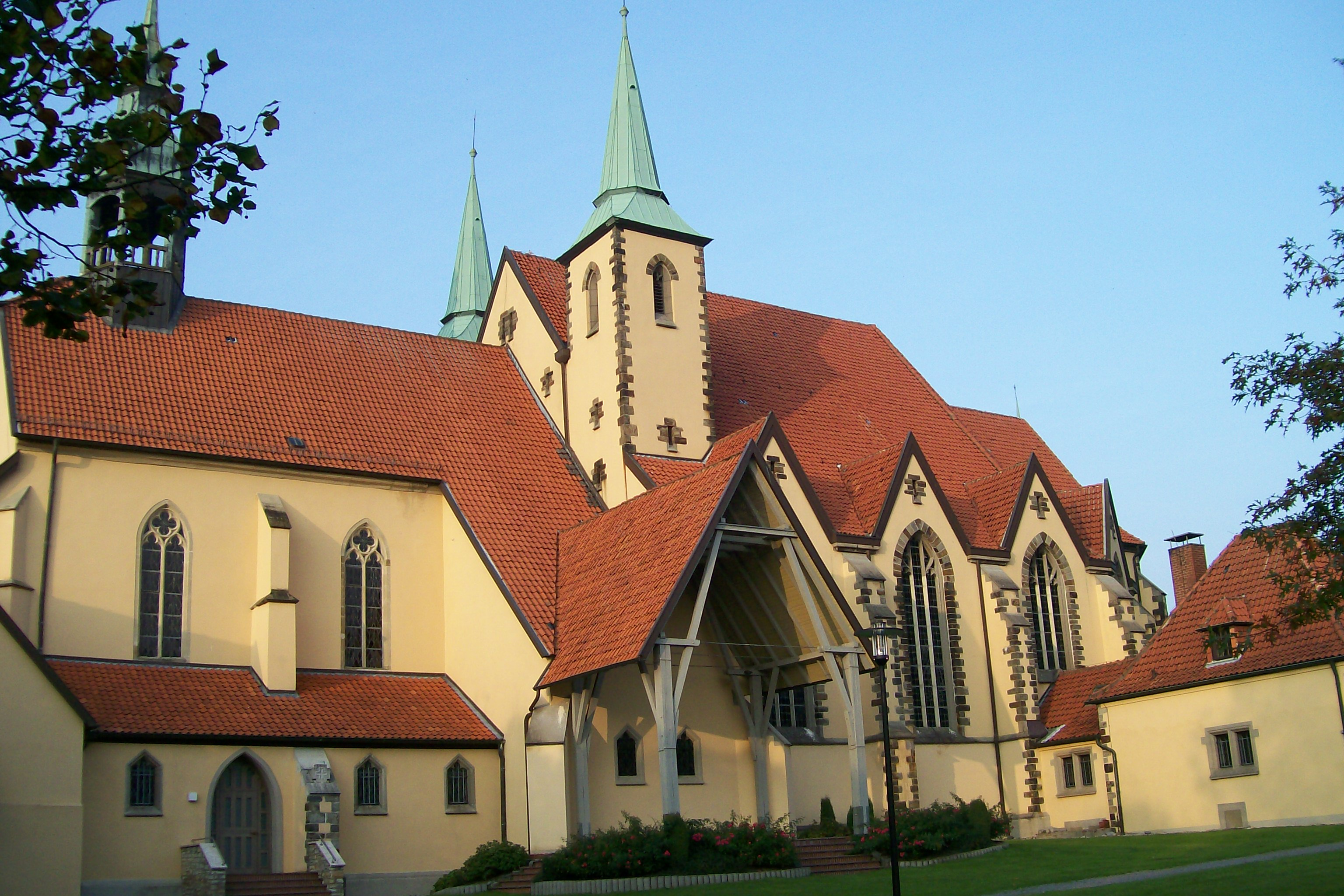
Kirche St. Johannes des ehemaligen Klosters Rulle

Rulle ist ein Dorf und Ortsteil im Osten der Gemeinde Wallenhorst im Landkreis Osnabrück in Niedersachsen. Das Dorf liegt circa drei Kilometer östlich des Gemeindezentrums und sechs Kilometer nördlich des Zentrums der Großstadt Osnabrück. Mit 4600 Einwohnern (29. Oktober 2020) ist Rulle der kleinste Ortsteil der Gemeinde.

## Geschichte

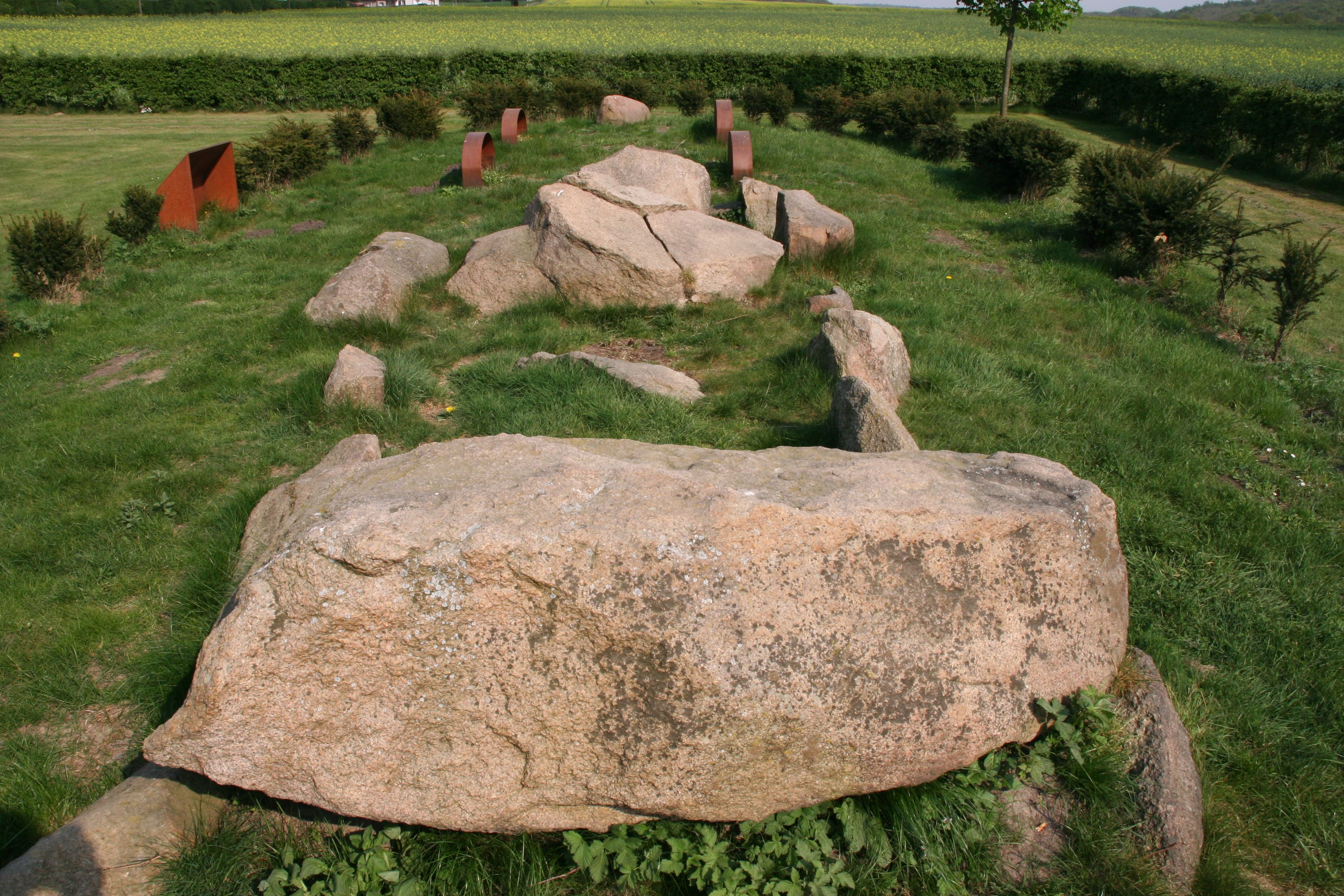
Helmichsteine in Rulle an der Straße der Megalithkultur

Ältestes Zeugnis menschlicher Besiedlung sind die im Osten gelegenen Helmichsteine, ein Großsteingrab der Megalithkultur. Bei Ausgrabungen wurden Scherben von Trichterbechern und ein Flachbeil aus Feuerstein gefunden. Die Helmichsteine sind Teil der Straße der Megalithkultur. Südöstlich von Rulle liegt die Wittekindsburg. Sie war eine frühmittelalterliche Befestigungsanlage aus der Zeit der Sachsenkriege. Bereits um 1100 bestand auf dem Meierhof des Tecklenburger Ministerialen Konrad von Lingen, den dieser 1233 an den Orden der Zisterzienserinnen verkaufte, eine Eigenkirche, die Ulrich von Augsburg geweiht war. Die Zisterzienserinnenabtei, das Kloster Rulle, bestand von 1246 bis 1803. Am 4. November 1347 ereignete sich das Blutwunder von Rulle, das eine bis in die Gegenwart bestehende Wallfahrtstradition begründete.
Am 1. Juli 1972 wurde Rulle in die Gemeinde Wallenhorst eingegliedert.

## Religion

### Matthias-Claudius-Kapelle
Die evangelische Matthias-Claudius-Kapelle befand sich bis zu ihren Abriss Anfang April 2008 als Standort der Osnabrücker Paul-Gerhardt-Gemeinde in Rulle. Die 1964 geweihte Kapelle wurde wegen rückgehender Kirchenbesucher und Sparmaßnahmen am 1. Dezember 2007 entwidmet. Nach dem Abriss wurden aus dem Kirchengelände vier Baugrundstücke für vier Einfamilienhäuser. Die Orgel und das Freiluftkreuz der Kapelle fanden im Lechtinger Gemeindezentrum „Arche“ eine neue Heimat.

## Politik

### Bürgermeister, Vorsteher und Gemeindedirektoren
Bis zur Eingemeindung 1972 verfügte Rulle über einen eigenen Bürgermeister.
Bürgermeister:
- 1945–1948: Fritz Stertenbrink
- 1948–1949: Heinrich Lammert
- 1949–1951: Johannes Espel
- 1951–1967: Fritz Stertenbrink
- 1967–1972: August Schawe

Vorsteher:
- 1844: Kolon Vornholt
- 1856–1858: Kolon Franz Heinrich Große-Schawe
- 1858–1864: Kolon Ferdinand Rotert
- 1864–1870: Kolon Gerhard Josef Gödeke
- 1870–1876: Kolon Franz Heinrich Große-Schawe
- 1876–1882: Kolon Wilhelm Meyering
- 1882–1900: Kolon Franz Heinrich Sprehe
- 1900–1912: Kolon Gerhard Heinrich Wahmhoff
- 1912–1933: Kolon Franz Große-Schawe
- 1933–1945: Johannes Espel[5]

Gemeindedirektoren:
- 1948–1972: Franz Vennemann[6]

## Einwohnerentwicklung
Wohnbevölkerung der ehemaligen Gemeinde Rulle mit Gebietsstand vom 27. Mai 1970:
| Datum              | Einwohner |
| ------------------ | --------- |
| 17. Mai 1939       | 1904      |
| 13. September 1950 | 2688      |
| 6. Juni 1961       | 2989      |
| 27. Mai 1970       | 3449      |
| 31. Dezember 2010  | 4864      |
| 30. April 2014     | 4862      |
| 22. November 2017  | 4648      |
| 29. Oktober 2020   | 4600      |

## Sehenswürdigkeiten

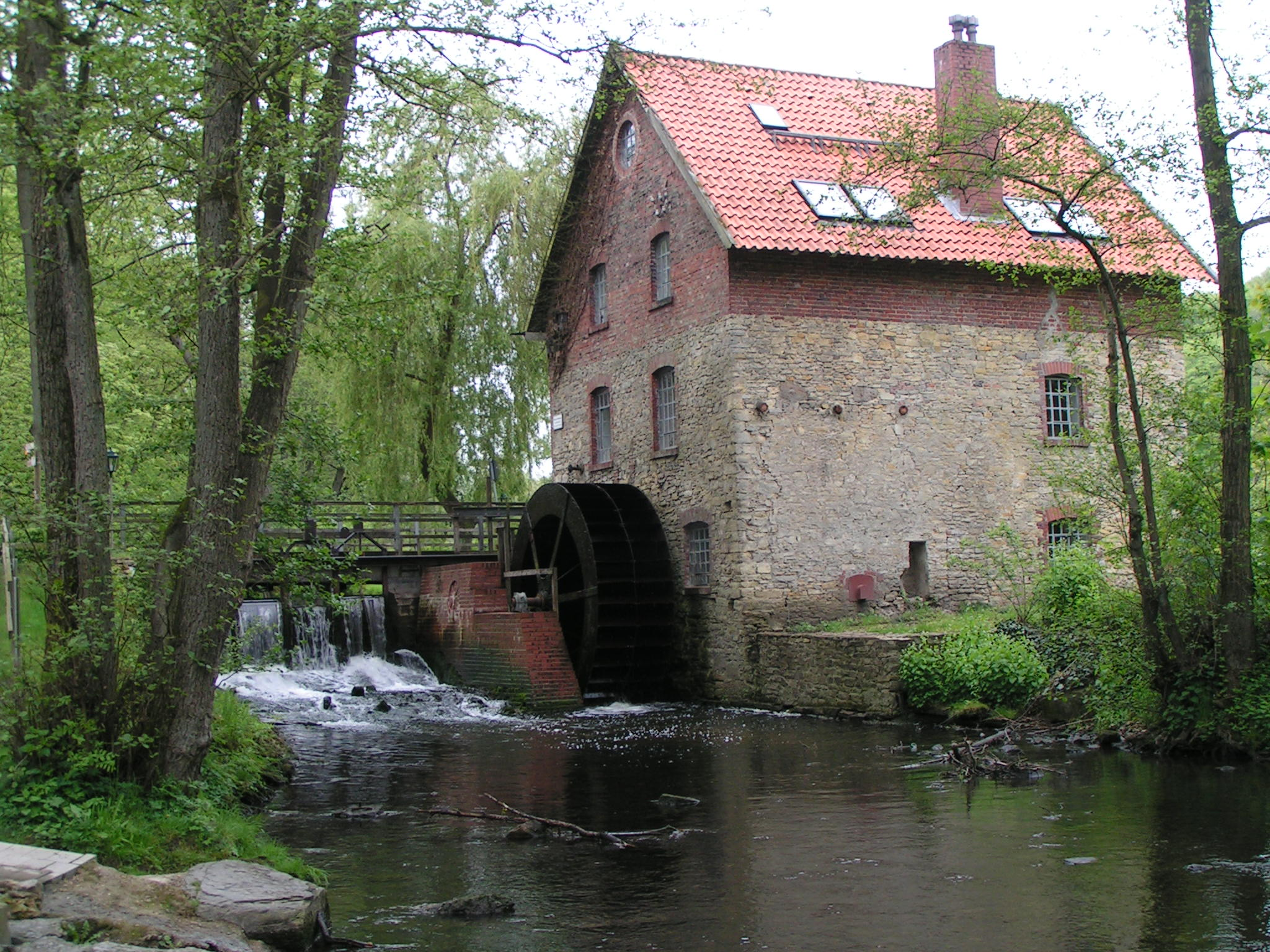
Knollmeyers Mühle

Sehenswürdigkeiten sind neben den Helmichsteinen und der Ruine der Wittekindsburg die Pfarrkirche St. Johannes, die in jedem Jahr von etwa 50.000 Gläubigen besucht wird. Das ehemalige Kloster Rulle wird heute zum Teil als Jugendbildungszentrum Haus Maria Frieden genutzt. Im Nettetal vereinen sich der Lechtinger Bach und die Ruller Flut zur Nette, die in die Hase mündet. An der Nette liegt auf dem Gebiet von Rulle Knollmeyers Mühle.

## Vereine und Institutionen

### Freiwillige Feuerwehr
Die Freiwillige Feuerwehr in Rulle wurde am 19. Januar 1930 gegründet. Seit der Gebietsreform im Jahr 1972 ist sie als Stützpunktfeuerwehr Teil der Freiwilligen Feuerwehr Wallenhorst. Die Ruller Feuerwehr sorgt für den Brandschutz und die allgemeine Hilfe. Sie verfügt zurzeit über zwei Löschfahrzeuge und ein Mannschaftstransportfahrzeug, welche seit dem 12. Juni 2021 im Feuerwehrhaus an der Ruller Straße 25 in Bereitschaft stehen. Zuvor war das alte Feuerwehrhaus am Sankt-Bernhardsweg 1 in Dienst.

### Kolping Rulle
Die Kolpingsfamilie ist ein katholischer Sozialverband, welcher bereits seit 1925 besteht. Seine Ideale gehen auf Adolph Kolping zurück. Das Kolpinghaus an der Poststraße ist nicht nur Vereinsheim, sondern viel mehr Begegnungsort für die Ruller Bürger bei verschiedensten öffentlichen Veranstaltungen.

### Schützenverein
Der Schützenverein Rulle besteht bereits seit dem Jahr 1899. Nachdem er im Jahr 2011 umgezogen ist, trifft sich das Ruller Schützenvolk im neu eingerichteten Schützenhaus am Ostenort. Dort steht eine moderne Laser-Schießanlage zur Verfügung.

### Bläserchor Rulle
Das Blasorchester aus Rulle wurde 1921 gegründet und probt wöchentlich in seinem Vereinslokal. Derzeit 40 Frauen und Männer im Alter von 14–73 Jahren spielen Flöten-Klarinetten, Saxophone, hohes Blech, tiefes Blech oder Schlagwerk.

### Blau-Weiße-Garde Rulle
Die Karnevalsgesellschaft Blau-Weiße-Garde Rulle existiert seit 1972. Sie nimmt jährlich am Ossensamstagsumzug durch die Osnabrücker Innenstadt teil. Außerdem veranstaltet der Verein in jedem Jahr verschiedene Sitzungen, auf denen seine Tanzabteilungen zeigen, was sie drauf haben.

### Pfadfinder Rulle: Stamm Maximilian Kolbe
Der Pfadfinderstamm Maximilian Kolbe wurde im Jahr 1977 gegründet und ist einer der größten Pfadfinderstämme in der Diözese Osnabrück. Neben wöchentlichen Gruppenstunden für Kinder und Jugendliche organisieren die Pfadfinder Rulle das Osterfeuer an der Kirche, das Friedenslicht aus Bethlehem und die Tannenbaumaktion, bei der im Januar die Ruller Tannenbäume für einen guten Zweck eingesammelt werden. Das jährliche Highlight des Vereins ist das Pfingstzeltlager.

## Persönlichkeiten
Der Medienjournalist Stefan Niggemeier wuchs in Rulle auf.
Der Lehrer, Küster und Kirchenlieddichter Rudolph Nagell († 16. März 1700), der in dem früheren Wallfahrtsort Lünen lebte, wirkte und starb, stammte aus Rulle.

## Nahverkehr
Mit der Buslinie 533, die täglich fährt und in der Regel einen 20- oder 40-Minuten-Takt hat, ist Rulle an den öffentlichen Personennahverkehr nach Osnabrück angebunden. Die Linie 533 fährt von Rulle (Apotheke) über Osnabrück-Haste und die Knollstraße zum Hauptbahnhof, dann zum Neumarkt und weiter bis Osnabrück-Berningshöhe. Außerdem gibt es weitere einzelne Verbindungen mit den Linien 511, 585, 586 nach Osnabrück, Wallenhorst, Icker und Evinghausen.
Zuständig ist die Planungsgesellschaft Nahverkehr Osnabrück PlaNOS.